# Running Scared (canção)
Running Scared é uma canção interpretada pelo grupo Ell & Nikki. Foram eleitos pelo Azerbaijão para representar o país no Festival Eurovisão da Canção 2011.
A música foi apresentada na primeira semifinal, obtendo o apuramento para a Grande Final do Festival, em que venceu destacada.

## Letra
A canção é uma balada de amor, no qual a cantora recorda que precisamos do amor e que devemos correr para alcançá-lo, pois não somos ninguém sem ele.